# Cantores Minores

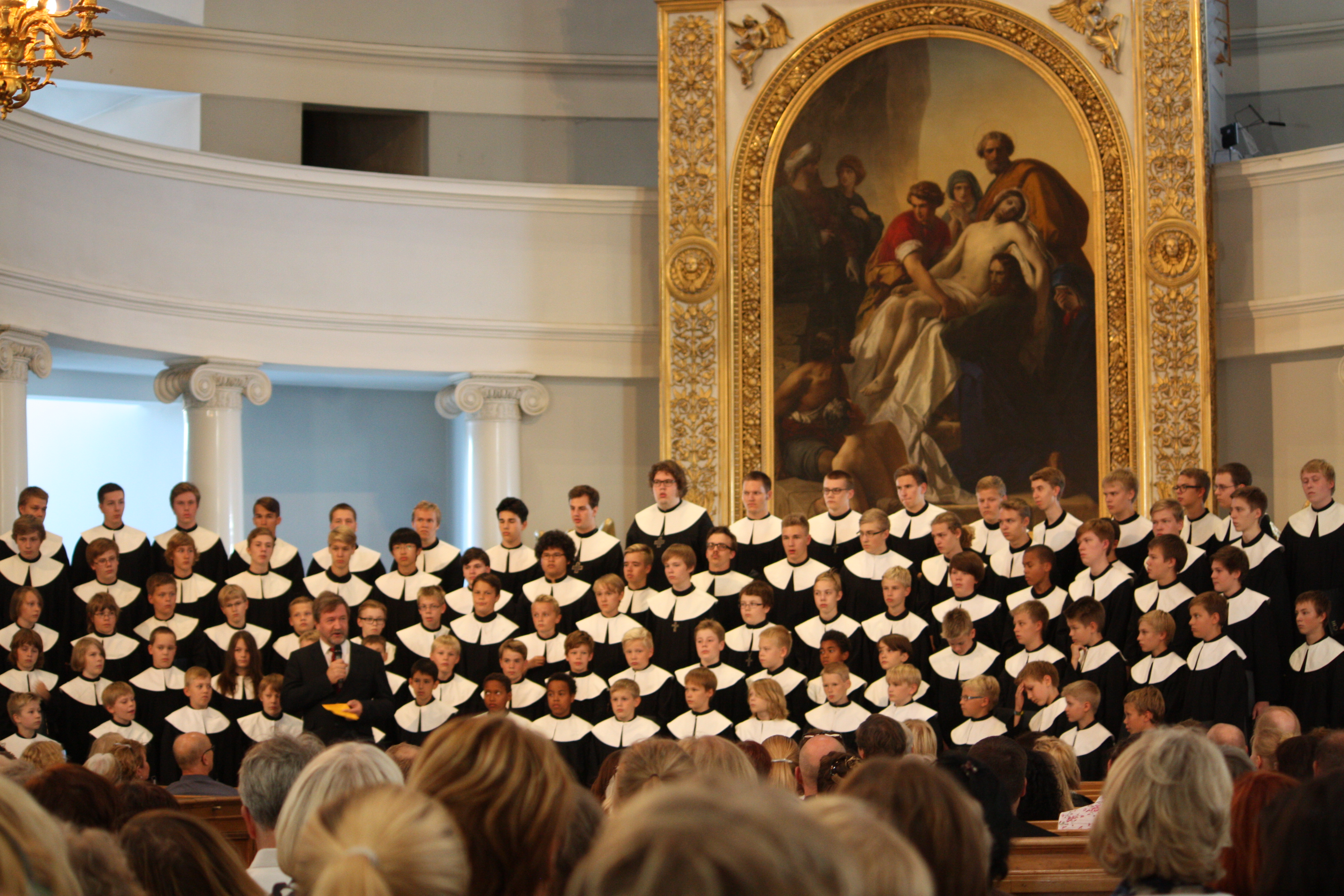
Cantores Minores en 2013

Cantores Minores, le chœur de la Cathédrale luthérienne d'Helsinki, est une chorale de garçons finlandaise qui a été fondée en 1952 par Tarmo Nuotio et Ruth-Ester Hillilä. Depuis 2005, son directeur a été le chef d'orchestre Hannu Norjanen. Son répertoire inclut des œuvres de Johann Sebastian Bach et des compositeurs modernes.